# Namysłaki
Namysłaki [pronunciación en polaco: /namɨˈswaki/] es un pueblo en el distrito administrativo de Gmina Sieroszewice, dentro del Distrito de Ostrów Wielkopolski, Voivodato de Gran Polonia, en el centro-oeste de Polonia. Se encuentra aproximadamente 11 kilómetros al sudeste de Sieroszewice, 29 kilómetros al este de Ostrów Wielkopolski, y 123 kilómetros al sudeste de la capital regional, Poznań.
Su nombre anterior en el siglo XVIII era Deutschhof, parte de la Provincia de Posen, luego de que Polonia la perdiese en la Primera partición de Polonia. Volvió a formar parte de Polonia después de la Primera Guerra Mundial.